# Tarbh Uisge
 (juillet 2025).
Le Tarbh Uisge en gaélique écossais, qui en français se traduit par Taureau aquatique est une créature mythologique écossaise semblable au tarroo ushtey mannois et au tarbh-uisce irlandais. Généralement considéré comme un habitant nocturne des lochs des landes, il est généralement plus aimable que son homologue équin, le cheval aquatique, mais possède les mêmes capacités amphibies et de métamorphose.
Selon la légende, le Tarbh Uisge s'accouple avec des bovins ordinaires, donnant naissance à des veaux qui se distinguent par la petite taille de leurs oreilles. Dans certaines versions du mythe, il est dit que ces veaux doivent être tués dès leur naissance, mais par des moyens autres que la noyade, car ils seraient impossibles à noyer. Ne pas le faire pourrait entraîner un désastre pour le troupeau. Cependant, dans les régions septentrionales, ces veaux sont au contraire considérés comme étant de qualité supérieure.

## Étymologie
Le lexicographe Edward Dwelly traduit « Tarbh-Uisge » du gaélique écossais par « water bull, sea bull or cow », en ajoutant le terme « fabulous » entre parenthèses pour indiquer son caractère mythique. Le mot celtique désignant un taureau est fréquemment rendu par « tarbh » en gaélique écossais ; sa variante en mannois est « tarroo », tandis que l'équivalent gallois est « tarw ». Le mot « uisge » en gaélique écossais signifie « eau », et peut aussi désigner une rivière ou un ruisseau.

## Croyances populaires

### Description et attributs communs
La croyance en l'existence des taureaux d'eau a persisté en Écosse au moins jusqu'au dernier quart du XIXe siècle. Comme pour de nombreuses créatures mythologiques, les descriptions sont imprécises. Le taureau d'eau est capable de prendre une forme humaine et de vivre sur terre ou dans l'eau. Il peut être une bête noire monstrueuse et malveillante, surtout lorsqu'il est décrit comme un tarbh-uisge, mais pas aussi méchant que le Each Uisge ou le cheval d'eau. Il peut aussi être aimable et parfois utile. Il diffère du tarroo ushtey mannois, qui est plutôt un habitant des marais .
Comme dans le cas des kelpies et des chevaux d'eau, la plupart des mythes sur les taureaux d'eau concernent des mâles de l'espèce. Une vache d'eau est parfois mentionnée, comme dans le conte des Highlands situé à Borrodale sur Skye, où une vache d'eau était réputée résider dans un petit loch. Les carcasses de chiens laissées à l'extérieur pour piéger la bête étaient ignorées. Sir Walter Scott fait également référence à une vache d'eau dans un récit relatant une tentative d'assèchement du Loch na Beiste pour tuer celle qui était censée y vivre .
L'accouplement du taureau d'eau mannois avec une vache ordinaire entraîne généralement la mort de la vache, qui produit un "gros morceau de chair et de peau sans os", alors que son homologue écossais produit des veaux vivants dont la seule difformité est apparente au niveau des oreilles. Les taureaux n'ont pas d'oreilles eux-mêmes et produisent donc des veaux avec seulement des demi-oreilles, décrits par le folkloriste et ministre de Tiree, John Gregorson Campbell, comme ayant des "oreilles en forme de couteau". Les vaches d'eau vivant à Leverburgh produisent une progéniture aux oreilles défigurées de couleur cramoisie ou pourpre.
Le folkloriste John Francis Campbell a relevé une histoire racontée à Islay, l'une des îles des Hébrides intérieures, qui démontre l'utilité d'avoir un taureau d'eau. Juste après la naissance d'un veau d'une vache ordinaire, une dame âgée, identifiée plus tard comme une sorcière, a conseillé au berger de le garder à l'écart du reste du bétail, probablement après avoir remarqué ses oreilles déformées et soupçonné qu'il s'agissait d'un taureau d'eau. Elle a demandé au berger d'élever le veau avec le lait de trois vaches différentes et de le garder enfermé dans une étable pendant au moins sept ans. Des années plus tard, alors qu'une jeune femme faisait paître son bétail près d'un loch, elle fut abordée par un homme séduisant. Il engage la conversation avec elle et, peu après, ils s'assoient tous deux sur l'herbe, la tête de l'homme reposant sur ses genoux, mais alors qu'il s'endort, elle découvre des algues entrelacées dans ses cheveux, signe qu'il s'agit d'un cheval d'eau. Elle se mit à courir pour retourner à la ferme. Son prétendant se réveilla, prit sa véritable forme équine et se lança à sa poursuite. Alors que la femme courait vers la ferme, la sorcière cria au bouvier de libérer le taureau d'eau de l'étable. Les deux créatures se battirent jusqu'à ce qu'elles tombent dans la mer. Le cheval d'eau ne revint jamais, mais les restes du taureau furent retrouvés le lendemain.

### Capture et mise à mort
Les récits de capture et de destruction de la bête sont rares, car elle n'est généralement pas considérée comme une menace. En 1819, John MacCulloch, un géologue réputé, a décrit comment les habitants des régions du Loch Awe et du Loch Rannoch ont essayé de capturer un taureau d'eau en enchaînant un mouton à un chêne pour l'attirer, mais l'agrès n'était pas assez solide. Une autre histoire décrit un fermier et ses deux fils chassant un taureau d'eau. Le mousquet du fermier était rempli de pièces de six pence en argent, car la bête ne peut être tuée qu'avec de l'argent.
Selon James MacKillop, spécialiste de la mythologie celtique, les veaux des taureaux d'eau et des vaches ordinaires étant susceptibles d'entraîner un désastre pour le troupeau, ils sont censés être tués à la naissance ; il est impossible de les tuer par noyade, il faut donc recourir à d'autres méthodes. À l'inverse, des récits publiés en 1937 par l'ecclésiastique George Sutherland suggèrent que ces hybrides sont considérés comme étant de qualité supérieure aux bovins normaux de race dans l'extrême nord de l'Écosse.

## Origines
Le taureau semble avoir joué un rôle sacré dans un certain nombre de cultes celtiques. L'animal était perçu positivement par les Celtes comme une image de fertilité et d'abondance ; une tribu, les Taurini, a même adopté le nom du taureau. On ne sait pas comment le taureau d'eau a été associé aux étendues d'eau, mais l'historien et symbologue Charles Milton Smith a suggéré que de telles créatures mythologiques pourraient trouver leur origine dans les jets d'eau qui peuvent se former à la surface des lochs écossais et qui peuvent donner l'impression d'une forme vivante lorsqu'ils se déplacent sur l'eau.